# 国家语言资源监测与研究中心
国家语言资源监测与研究中心是中华人民共和国教育部语言文字信息管理司下属的一个机构，第一个创立于2004年，设在北京语言大学。此后全国许多高校也相继建立起了国家语言资源监测与研究中心。国家语言资源监测与研究中心接受教育部语言文字信息管理司的直接管辖。

## 历史
2004年，中华人民共和国教育部语言文字信息管理司与北京语言大学共同建设成国家语言资源监测与研究中心。
2005年，中华人民共和国教育部语言文字信息管理司与华中师范大学在北京签署共建 “国家语言资源监测与研究中心(网络媒体)”的协议，国家语言资源监测与研究中心在华中师范大学成立。
2006年，国家语言资源监测与研究中心联合其他部门首次举行了“汉语盘点”相关活动，此后每一年举办一届。
2008年6月23日，国家语言资源监测与研究中心少数民族语言分中心成立。